# OT M60
L'Oklopni transporter M60 o OT M60 era un veicolo trasporto truppe jugoslavo, prodotto dal 1962 al 1979.

## Storia

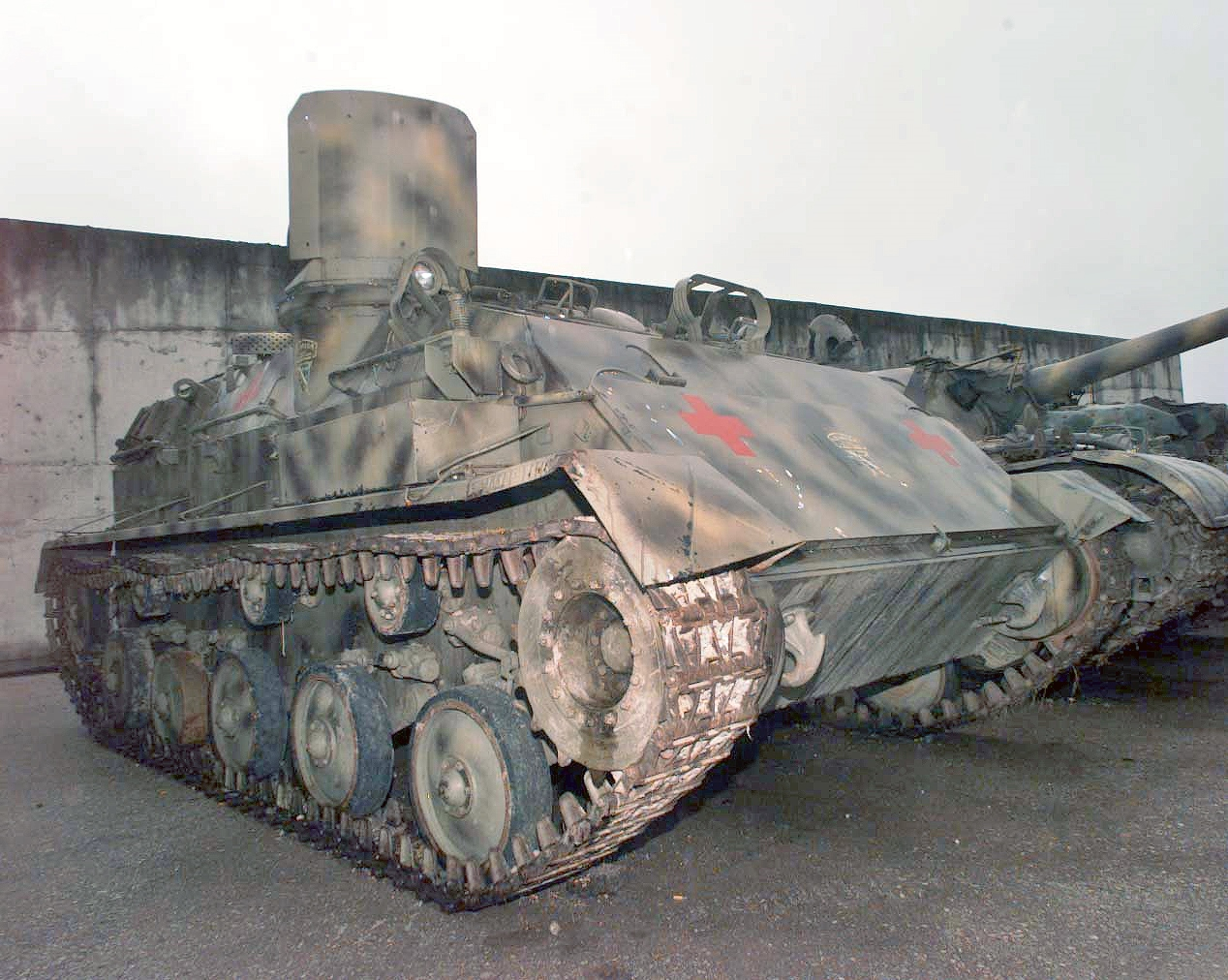
Un M60P dell'Armata della Repubblica di Bosnia ed Erzegovina impiegato in ruolo portaferiti.

L'OT M60 è stato il primo veicolo corazzato prodotto in serie in Jugoslavia. Lo sviluppo del mezzo iniziò nel 1956 e il primo prototipo venne prodotto nel giugno 1958. Prima della produzione in massa, il veicolo era denominato Objekt M590. La produzione di serie iniziò nel 1962 e il mezzo venne presentato alla parata del Giorno della Vittoria lo stesso anno. La qualità del mezzo non soddisfece i requisiti dell'esercito jugoslavo, così la FAMOS iniziò lo sviluppo di un modello migliorato, OT M60P (P – poboljšani – "migliorato"), messo in produzione nel 1970. Durante la produzione di serie, dal 1962 a 1979, vennero realizzati 790 esemplari, di cui 190 esportati. Nel 1973 venne sviluppata una variante anticarro equipaggiata con due cannoni senza rinculo da 82 mm M60.
I mezzi furono assegnati alle brigate corazzate e meccanizzate dell'esercito jugoslavo, mentre alcuni furono utilizzati dalla polizia federale, con la caratteristica livrea blu. Durante la guerra Iran-Iraq, il M60 venne criticato per la bassa potenza e la blindatura insufficiente, difetti confermati con l'inizio delle guerre jugoslave, quando subì grandi perdite. Nel seguito del conflitto, gli M60 vennero utilizzati sia come trasporto truppe che per il trasporto delle munizioni e l'evacuazione dei feriti. Il mezzo venne impiegato da tutti gli eserciti nazionali nati dalla dissoluzione della Jugoslavia. L'esercito serbo ha ritirato gli ultimi 121 esemplari nel 2004 in seguito agli accordi sulle limitazioni degli armamenti.
Il M60 non era mai riuscito a soddisfare tutte le specifiche richieste, ma nonostante tutti i limiti, ebbe un proprio ruolo durante i 40 anni di utilizzo. Realizzato secondo le caratteristiche generali degli altri trasporto truppe occidentali, contribuì alla meccanizzazione di massa dell'esercito popolare jugoslavo. I limiti vennero poi superati con l'introduzione in servizio del veicolo da combattimento della fanteria BVP M80.

## Tecnica

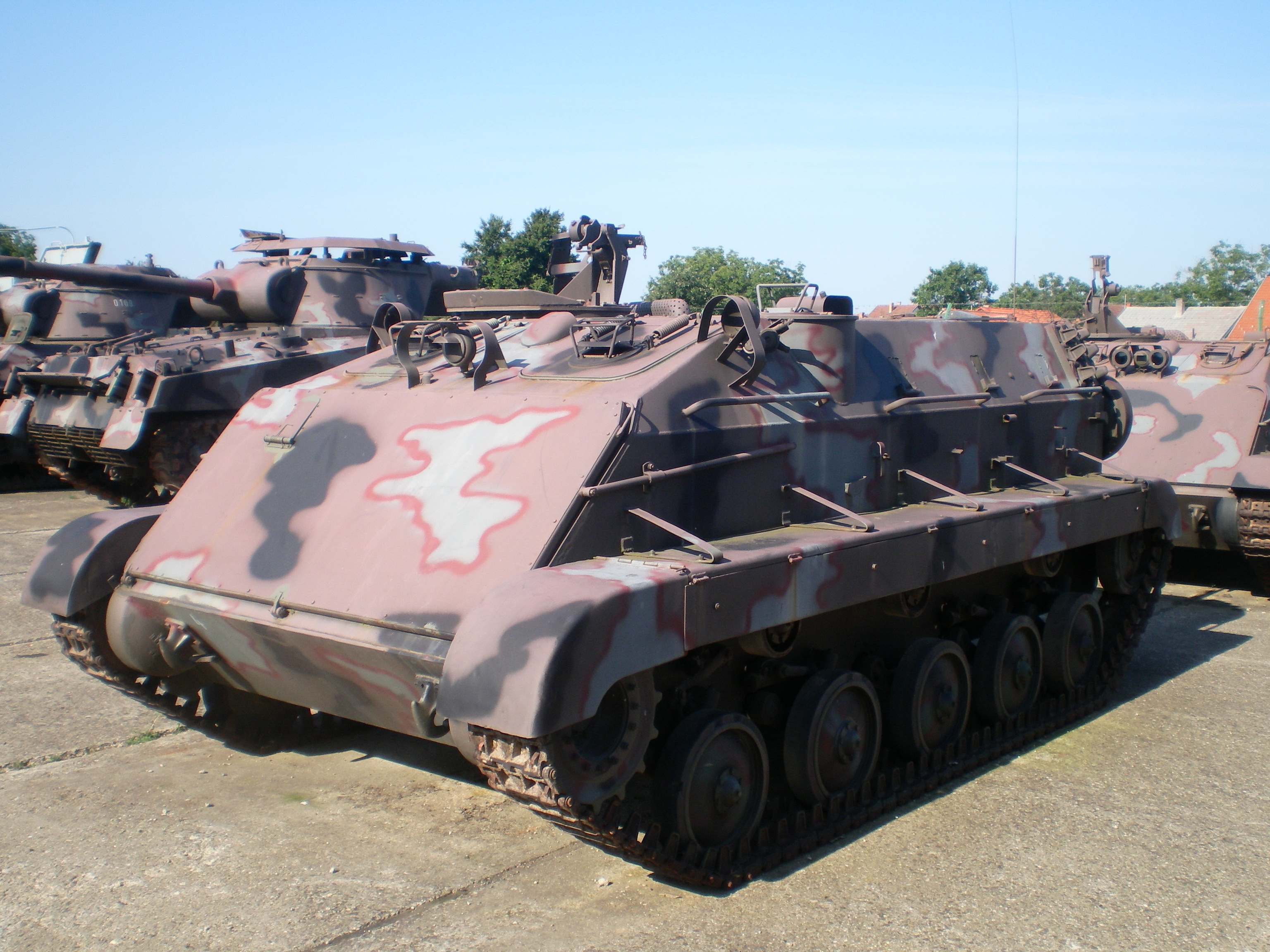
Un M60P dell'Esercito croato esposto al Museo di Vukovar.

Il conduttore prendeva posto anteriormente a sinistra ed era dotato di una botola con visore diurno, rimpiazzabile con un visore notturno infrarossi. Alla sua destra un mitragliere azionava la mitragliatrice M53 da 7,92 × 57 mm Mauser attraverso una feritoia frontale. Dietro al conduttore sedeva il capocarro, dietro al mitragliere di prua un secondo mitragliere che operava una Browning M2HB da 12,7 × 99 mm sulla sua cupola, impiegabile anche nella difesa contraerea.
Il veicolo era motorizzato con un diesel 6 cilindri, erogante 140 hp, che dava al mezzo una velocità massima di 45 km/h. Lo scafo era realizzato in piastre in acciaio saldate, efficaci contro le armi portatili. Il mezzo era privo di protezione NBC.
Il vano di combattimento ospitava 10 fanti su due panche centrali orientate verso le fiancate, in modo da poter utilizzare le armi personali tramite le tre feritoie per lato. Lo sbarco avveniva tramite due portelloni posteriori.

## Varianti
- M60 – Primo modello di serie, denominato anche M-590.
- M60P – versione migliorata.
- M60PB – variante anticarro armata due cannoni senza rinculo da 82 mm M60 posizionati sul tetto nella parte posteriore dello scafo.
- M60PK – carro posto-comando di battaglione.
- M60San – ambulanza corazzata con scafo allungato.

## Utilizzatori

### Attuali
- Bosnia ed Erzegovina - in servizio con le Forze armate della Bosnia ed Erzegovina
- Croazia - in servizio con il Hrvatska kopnena vojska

### Passati
- Iraq – 190 M-60P ordinati e consegnati prima del 1990[5], ritirati dal servizio.
- Jugoslavia – circa 600 mezzi in varie varianti consegnati tra il 1962 e il 1979. Passati agli Stati successori.
  -  Repubblica Serba
  -  Repubblica Serba di Krajina
  -  Serbia e Montenegro – ultimi 121 veicoli operativi ritirati e demoliti nel 2004.